# Торрес, Серхио
Серхио Рауль Торрес (исп. Sergio Raul Torres; 11 июля 1981, Мар-дель-Плата, Аргентина) — аргентинский футболист, игравший на позиции полузащитника. Имеет гражданство Италии.

## Биография
Торрес начал свою карьеру в Аргентине в клубе «Кильмес» и «Банфилд» из своего родного города Мар-дель-Плата, играя неполный рабочий день, параллельно работая на семейном кирпичном заводе. После двух сезонов он решил покинуть клуб и на собственные деньги отправиться в поездку в Англию в 2004 году. Целью было произвести впечатление на «Брайтон энд Хоув Альбион» в течение двухнедельного просмотра. Хотя, «Альбион» больше и не проявлял интереса, он подписал контракт с «Молси», а затем переехал в клуб Южной Конференции «Бейзингсток Таун», позже, в том же году. Играя за «Бейзингсток», он работал в магазине, выставляя товар на полки, чтобы зарабатывать на жизнь и ездил на велосипеде.
В июле 2005 года «Бейзингсток» сыграл предсезонный товарищеский матч против «Уиком Уондерерс», во время которого Торрес впечатлил тогдашнего главного тренера Джона Гормана и ему был предложен двухлетний профессиональный контракт.
В июле 2008 года Торрес и Рассел Мартин присоединились к «Питерборо Юнайтед» за совместную плату в размере 200 000 фунтов стерлингов и с Торресом стоимостью 150 000 фунтов стерлингов. Переезд в Питерборо не увенчался успехом, поскольку Торрес даже решил вернуться в Аргентину и посоветоваться с спортивным психологом после того, как перестал попадать в состав.